# Lachnaia puncticollis
Lachnaia puncticollis — вид листоїдів з підродини клітріних. Зустрічається в Алжире, Марокко, на Піренейському півострові та в південній частині Франції.